# گونگ‌گی
گونگ‌گی (کره‌ای: 공기) که به قاپ‌بازی کره‌ای نیز شناخته می‌شود، یک بازی محبوب کودکانه در کره است که به‌طور سنتی با تعداد پنج یا بیشتر سنگ‌های کوچک به اندازه دانه انگور بازی می‌شود. امروزه کودکان به جای پیدا کردن سنگ‌های ریز، سنگ‌های پلاستیکی رنگی می‌خرند. این بازی را می‌توان به‌تنهایی یا با دوستان بازی کرد. این سنگ‌ها گونگ‌گیت‌دول (کره‌ای: 공깃돌، به معنی «سنگ‌های گونگ‌گی») نام دارند. چون فقط به چند سنگ و یک سطح صاف برای بازی نیاز است، این بازی را تقریباً هر کسی و در هر جایی می‌تواند بازی کند. این بازی ریشه ایی ایرانی دارد و در اصل برای کشور  ایران است 
این بازی در استان استان گیونگ‌سانگ شمالی جاگِه‌بات‌گی، در استان گیونگ‌سانگ جنوبی سال‌گو و در استان جولا جنوبی دات‌جاک‌گول‌یی نامیده می‌شود.

## گیم‌پلی
بازی معمولاً با پرتاب سنگ‌ها از کف دست به هوا آغاز می‌شود. در حین پرتاب، بازیکن دست خود را برمی‌گرداند تا سنگ‌ها روی پشت دستش بنشیند. شخصی که بیشترین تعداد سنگ‌ها را دارد، بازی را آغاز می‌کند.
- مرحله ۱: سنگ‌ها روی سطح بازی می‌افتند و بازیکن یکی از آنها را انتخاب کرده و به هوا پرتاب می‌کند. در حین پرتاب، بازیکن یکی از سنگ‌ها را از روی زمین برمی‌دارد و سپس سنگ پرتاب‌شده را می‌گیرد. این مراحل تا زمانی که تمام سنگ‌ها جمع شوند، تکرار می‌شود.
- مرحله ۲: سنگ‌ها دوباره روی سطح بازی پرتاب می‌شوند. اما در این مرحله، بازیکن سنگ‌ها را دو به دو برمی‌دارد.
- مرحله ۳: سنگ‌ها روی سطح بازی پرتاب می‌شوند. در این مرحله، بازیکن سه سنگ را با هم برمی‌دارد و باقی سنگ‌ها را یکی یکی جمع می‌کند.
- مرحله ۴: بازیکن یک سنگ را به هوا پرتاب می‌کند و بقیه سنگ‌ها را روی سطح قرار می‌دهد و سپس سنگ پرتاب‌شده را می‌گیرد. بعد از آن، همان سنگ را دوباره پرتاب می‌کند، اما این بار چهار سنگ جمع‌شده روی سطح را برمی‌دارد و سنگ پرتاب‌شده را می‌گیرد.
- مرحله ۵: بازیکن سنگ‌ها را از کف دست خود به هوا پرتاب می‌کند. در حالی که سنگ‌ها در هوا هستند، بازیکن دست خود را طوری می‌چرخاند که پشت دست به بالا قرار گیرد. سپس سنگ‌ها روی پشت دست او قرار می‌گیرند. بعد از آن، بازیکن دوباره سنگ‌ها را به هوا پرتاب کرده و آنها را می‌گیرد. تعداد سنگ‌هایی که گرفته می‌شود، امتیاز بازیکن را تعیین می‌کند. در این مرحله، ترفندهای مختلفی وجود دارد، مانند «اژدها» و «پرتاب و کف زدن». با این حال، چنین حرکات نمایشی در بازی‌های رسمی مجاز نیستند.

### ترفندهای متنوع بسیار سخت در مرحله ۵
- اژدها (در کره‌ای: آریرانگ)

هنگامی که سنگ‌ها در هوا هستند، بازیکن دست خود را طوری برمی‌گرداند که پشت دست به بالا باشد، چند سنگ را می‌گیرد، سپس دست خود را برمی‌گرداند تا پشت دست به پایین باشد و سنگ‌های باقی‌مانده را می‌گیرد.
- پرتاب و کف زدن

هنگامی که سنگ‌ها در هوا هستند، بازیکن قبل از گرفتن سنگ‌ها کف دو دست خود را بهم می‌زند.
حرکات «اژدها» و «پرتاب و کف زدن» به بازیکن دو برابر امتیاز می‌دهند؛ یعنی دو برابر تعداد سنگ‌ها.

## در فرهنگ عامه
این بازی در قسمت چهارم فصل دوم مجموعه کره‌ای نتفلیکس به نام بازی مرکب به عنوان بخشی از مرحلهٔ «پنج‌گانه شش‌پا» نمایش داده شد.